# 捷克斯洛伐克历史 (1918年—1938年)
捷克斯洛伐克第一共和国在1918年10月奥匈帝国解体后出现。这个新的国家大部分的领土居住着捷克人和斯洛伐克人 ，但也包括一些地区，其中大部分人口为外国人，特别是德国人（22.95%），其人口数量多于该国的第二民族斯洛伐克人。, 匈牙利人 (5,47 %) 和 鲁赛尼亚人 (3,39 %)。这个新的国家包括了波希米亚的全部领土，但其边界与德语和捷克语的语言边界并不一致。尽管在成功的经济基础上初步建立了有效的代表机构，但20世纪30年代日益恶化的国际经济形势造成了其国内日益严重的民族矛盾。在邻国德国兴起的国家社会主义煽动下，捷克人和德国人之间的争端造成了《慕尼黑协定》规定的领土丧失以及随后在1938年秋天发生的事件，这使第一共和国最终结束。

## 独立

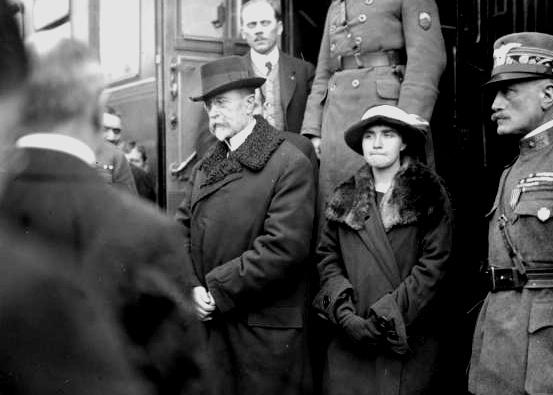
托马斯·马萨里克 结束流亡回国

根据1918年5月签署的《匹兹堡协定》，捷克斯洛伐克独立宣言在华盛顿完成，在1918年10月18日，在巴黎由捷克斯洛伐克国家议会发表，签署人为托马斯·马萨里克，米兰·雷斯提斯拉夫·什特凡尼克和爱德华·贝奈斯。并于10月28日在布拉格宣布独立。一战结束后，奥匈帝国解体，数个有着不同的历史，政治和经济传统的民族和地区被融合进了新的国家的结构中。在这样的困境中，捷克斯洛伐克建立起了民主制度确实是一个巨大的成功。
1918年11月14日，新建立的国民议会接管了捷克斯洛伐克的最初权利。由于领土界限不确定，举行选举的不可能性，临时国民议会是在1911年的奥地利帝国议会的选举基础上增加54名斯洛伐克代表而建立的。少数民族没有代表，匈牙利人仍然忠于匈牙利王国 。
1918年11月12日，捷克斯洛伐克的德裔人民根据威尔逊总统的自决原则宣布成立了存在时间很短的德意志-奧地利共和國，旨在与德国统一。
国家议会选举了托马斯·马萨里克为他们的首任总统，卡雷尔·克拉马日为首任总理，领导临时政府，并起草了临时宪法
1919年召开的巴黎和会，捷克斯洛伐克派出了由克拉马日和贝奈斯，分别为捷克斯洛伐克临时政府的总理，外交部长领导的代表团。会议同意建立包含历史悠久的波希米亚王国(包括波希米亚、摩拉维亚和西里西亚)、斯洛伐克和喀尔巴阡鲁塞尼亚的捷克斯洛伐克共和国。与罗塞尼亚的结合使捷克斯洛伐克拥有了与罗马尼亚的共同边界，后者是对抗匈牙利的重要盟友。为了解决英国代表团所关切的问题，即把完全由德国人居住的地区并入新的国家中这一行为违反了自决原则，捷克代表团向会议提出了一份备忘录，其中载有对德国人居住地区的虚假陈述。德国或奥地利代表团没有出席会议。此外，备忘录还提出了瑞士联邦作为新国家宪法的范本，但这在新国家并没有实现。
1919年三月，有报道称：
- 奥地利和捷克斯洛伐克断绝了外交关系。
- 捷克斯洛伐克政府在布拉格声称，奥地利和萨克森密谋入侵捷克斯洛伐克.

争论的焦点是说德语的波西米亚和摩拉维亚地区(后来被称为苏台德地区)的归属问题;那里的的讲德语的居民已经宣布他们是奥地利的一部分，并且如果这被阻止，他们会要求被萨克森和德意志共和国吞并。捷克斯洛伐克想要保住这个地区，因为那里有许多宝贵的矿藏。捷克斯洛伐克派遣捷克军队进入德国地区，以阻止混乱。维也纳出版社(Vienna press)刊登了捷克军队在该地区开枪射杀德国人的报道，包括在卡丹的15-20人，在埃格尔的3人，以及在卡尔斯巴德的2人。在此期间，大约在3月1日，奥地利的国防部长赫尔·迈尔(赫尔·迈尔是埃格尔人)前往埃格爾，在穿越边境后在格雷茨恩被捕，但被允许继续前往埃格尔。两天后，他经謝爾丁进入德国，又经雷根斯堡和帕绍乘火车回到维也纳。
1920年1月，捷克斯洛伐克军队打破了先前与波兰的协议，越过了分界线，并以武力占领了扎奥尔杰，那里60%的人口是波兰人，而捷克人只有25%。经过短暂的战斗，他们在捷克斯洛伐克占领的奥尔扎河以西地区达成了停火协议。捷克人对卢莎蒂亚的要求被拒绝了，卢莎蒂亚在三十年战争之前一直是波西米亚王国的一部分。

## 政治
1920年捷克斯洛伐克憲法（Czechoslovak Constitution of 1920）建立了议会制和代议民主制，每个代表的选民相对较少。 这导致了各种各样的没有明确的先锋或领导政治实体的政党的出现。
托马斯·马萨里克在1920年大选中当选为该国第一位总统，他的领导促进了国家的团结。 由五个捷克斯洛伐克政党组成的联盟，被称为Pětka，一直是政府的骨干力量。 总理安东尼·斯维拉在1920年代的大部分时间里领导着Pětka，并设计了一种一直使用到到1938年的联合政治模式。马萨里克在1925年和1929年再次当选总统，直到1935年12月14日因身体不好而辞职。 他由爱德华·贝奈斯接任。

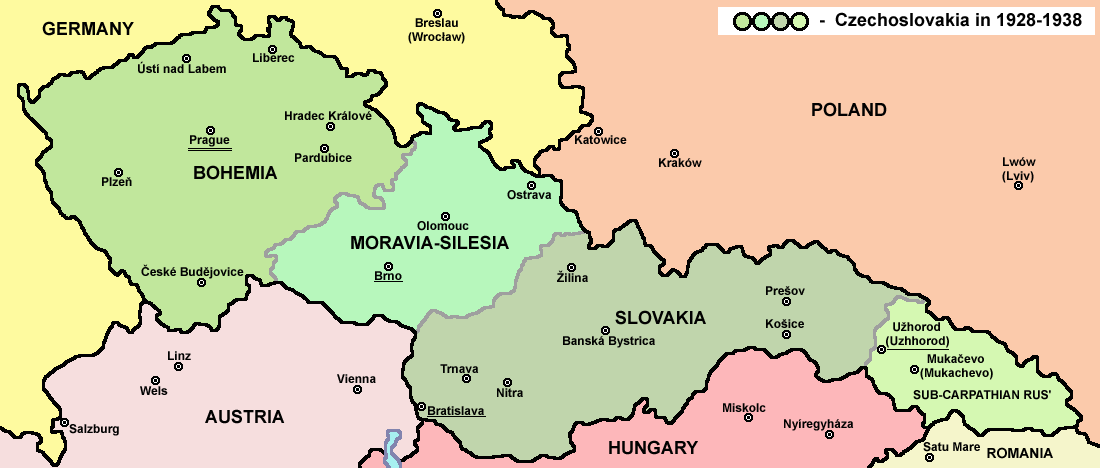
1928年的捷克斯洛伐克

贝奈斯曾从1918年到1935年担任捷克斯洛伐克的外交部长并创造了联盟的系统,确定了共和国直到1938年的国际立场。作为一个有西方民主取向的政治家，贝奈斯严重依赖国际联盟作为战后的国家现状和新成立的国家的安全的担保人。1921年，他与南斯拉夫和罗马尼亚签订了《小协约》，以对抗匈牙利的复仇主义和哈布斯堡王朝的复辟。
捷克斯洛伐克的领导人需要协调国家内的多种文化。从1928年到1940年,捷克斯洛伐克被划分为四个“土地（Lands）”(捷克语:“země”,斯洛伐克语:“krajiny”)，分别是波希米亚，莫拉维亚-西里西亚，斯洛伐克和喀尔巴阡山。虽然1927年为波希米亚、斯洛伐克和鲁塞尼亚设立了议会，但其管辖范围仅限于根据当地需要调整中央政府的法律法规。少数民族得到特别保护；在少数民族占人口20%的地区，少数民族成员在日常生活、学校和与当局打交道时都享有充分的使用他们民族的语言的自由。从1926年开始，德国各政党也加入了政府，而支持匈牙利民族统一主义的匈牙利各政党从未加入捷克斯洛伐克政府，但也没有公开反对它。

## 冲突升级
由于捷克斯洛伐克的集权政治结构，民族主义在非捷克民族中兴起，并形成了几个目的是扩大政治自治的政党和运动。由安德烈·赫林卡领导的斯洛伐克人民党就是一个例子。
1933年，当德国独裁者阿道夫·希特勒上台时，对德国侵略的恐惧在中欧东部蔓延开来。贝奈斯忽略了一个在欧洲中部的更强大的同盟的可能性，仍然忠实于他的西方政策。然而，他确实寻求苏联的参与，以使法国加入联盟。(贝奈斯早些时候对苏维埃政权的态度一直是谨慎。)1935年，苏联与法国和捷克斯洛伐克签署了条约。从本质上讲，这些条约规定，苏联将向捷克斯洛伐克提供援助，但前提是法国先提供援助。希特勒本人在1937年曾对他的外交部长冯·纽拉斯和高级军事官员说过，他打算吞并波希米亚和奥地利，并对驱逐两百万捷克人和最终消灭捷克民族的必要性说了一句含糊不清的话

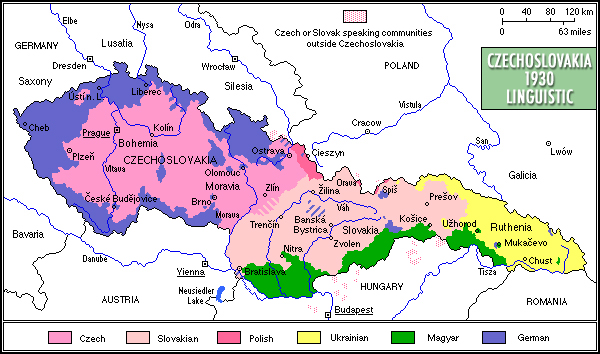
两次世界大战期间捷克斯洛伐克的语言地图(约1930年)。

在捷克斯洛伐克有很多德国少数民族，大部分住在苏台德。

他们要求在捷克斯洛伐克境内自治，声称他们受到国家政府的压迫。这场运动的政治工具是由康拉德·亨莱因领导并由纳粹资助的新成立的蘇台德德意志人黨。在1935年的议会选举,SdP意外成功,获得超过2/3的苏台德的德裔人的投票。这使德国和捷克斯洛伐克的外交关系恶化。1938年3月28日，希特勒在柏林会见了亨莱因，并命令他提出捷克斯洛伐克政府无法接受的要求。4月24日，SdP发布了卡尔斯巴德计划，要求苏台德地区的自治和宣扬纳粹意识形态的自由。如果这些要求得到满足，苏台德就可以与纳粹德国结盟。
1938年9月17日希特勒下令成立蘇台德德意志自由軍團，一个准军事组织去接管Ordnersgruppe，一个捷克斯洛伐克境内的德裔人民的组织，其在前一天因为牵涉到大量的恐怖主义活动而被捷克斯洛伐克政府解散。该组织得到德国当局的庇护、训练和武装，并在捷克斯洛伐克境内进行越境恐怖主义行动。依赖于公约中侵略战争的定义，捷克斯洛伐克的总裁爱德华·贝奈斯 和流亡政府 后来将1938年9月17日视为未宣战的德国-捷克斯洛伐克战争的开始。当时的捷克宪法法院也假定了这一观点

## 引用
1. ↑   Mikulas Teich. . Cambridge University Press. 1998: 375.
2. ↑  Preclík, Vratislav. Masaryk a legie (Masaryk and legions), váz. kniha, 219 pages, first issue - vydalo nakladatelství Paris Karviná, Žižkova 2379 (734 01 Karvina, Czech Republic) ve spolupráci s Masarykovým demokratickým hnutím (Masaryk Democratic Movement, Prague), 2019, ISBN 978-80-87173-47-3, pages 101-102, 124–125, 128, 129, 132, 140–148, 184–190.
3. ↑  Wolfgang Hippmann. . : 11 （德语）.
4. ↑  Daily Telegraph 15 March 1919, reprinted in Daily Telegraph 15 March 2019, page 32
5. ↑  Prague in black: Nazi rule and Czech nationalism, p. 108–109, Chad Carl Bryant, Harvard University Press 2007
6. ↑  President Beneš' declaration made on 16 December 1941
7. ↑  Note of the Czechoslovak government-in-exile dated 22 February 1944
8. ↑  Constitutional Court of the Czech Republic, , Brno, 1997 （捷克语） Stran interpretace "kdy země vede válku", obsažené v čl. I Úmluvy o naturalizaci mezi Československem a Spojenými státy, publikované pod č. 169/1929 Sb. za účelem zjištění, zda je splněna podmínka státního občanství dle restitučních předpisů, Ústavní soud vychází z již v roce 1933 vypracované definice agrese Společnosti národů, která byla převzata do londýnské Úmluvy o agresi (CONVENITION DE DEFINITION DE L'AGRESSION), uzavřené dne 4. 7. 1933 Československem, dle které není třeba válku vyhlašovat (čl. II bod 2) a dle které je třeba za útočníka považovat ten stát, který první poskytne podporu ozbrojeným tlupám, jež se utvoří na jeho území a jež vpadnou na území druhého státu (čl. II bod 5). V souladu s nótou londýnské vlády ze dne 22. 2. 1944, navazující na prohlášení prezidenta republiky ze dne 16. 12. 1941 dle § 64 odst. 1 bod 3 tehdejší Ústavy, a v souladu s citovaným čl. II bod 5 má Ústavní soud za to, že dnem, kdy nastal stav války, a to s Německem, je den 17. 9. 1938, neboť tento den na pokyn Hitlera došlo k utvoření "Sudetoněmeckého svobodného sboru" (Freikorps) z uprchnuvších vůdců Henleinovy strany a několik málo hodin poté už tito vpadli na československé území ozbrojeni německými zbraněmi.

### 其他语言
- Bosl, Karl: Handbuch der Geschichte der böhmischen Länder (4 Bände). Anton Hiersemann Verlag Stuttgart, 1970
- Franzel, Emil: Sudetendeutsche Geschichte. Adam Kraft Verlag Augsburg, 1958.
- Frei, Bohumil: Tschechoslowakei. G.Alzog Verlag München, 1968.
- Meixner, Rudolf: Geschichte der Sudetendeutschen. Helmut Preußler Verlag Nürnberg, 1988.
- Zemko, Milan (ed.): Slovensko v Ceskoslovensku : (1918–1939). Bratislava : VEDA, Vydavatel´stvo Slovenskej Akad. Vied, 2004. ISBN 80-224-0795-X.
- Angyal, Béla (ed.): Dokumentumok az Országos Keresztényszocialista Párt történetéhez : 1919 – 1936. Dunaszerdahely [u.a.] : Lilium Aurum [u.a.], 2004, ISBN 80-8062-195-0.
- Eva Broklová: Ceskoslovenská demokracie : politický systém CSR 1918 – 1938. Prague: Sociologické Nakladatelství, 1992. ISBN 80-901059-6-3.